# Chráněná krajinná oblast Poodří
Chráněná krajinná oblast Poodří (CHKO Poodří) je chráněná krajinná oblast v Česku. Vyhlášena byla 1. května 1991. Správa CHKO sídlí v Ostravě, Dům přírody se nachází v Bartošovicích. Rozloha CHKO činí 82 km², nadmořská výška se pohybuje v rozmezí 210 až 309 metrů.
CHKO Poodří se nachází v Moravskoslezském kraji a zasahuje na území okresů Nový Jičín a Ostrava-město. Předmětem ochrany chráněné krajinné oblasti je harmonicky utvářená krajina nivy řeky Odry a jejích přítoků se zachovanými přírodními procesy přirozeného nivního ekosystému, s typickým krajinným rázem tvořeným mozaikou enkláv lučních aluviálních porostů, porostů lužního lesa, se značným zastoupením dřevin rostoucích mimo les, se starými rameny vodních toků, trvalými a periodickými tůněmi, prameništi ve svazích říčních teras a rybníky s druhově pestrou florou a faunou s funkcí významné tahové zastávky vodních ptáků a s přírodními hodnotami krajiny spočívajícími v zachovalé dynamice přirozených říčních procesů meandrujících toků a režimu povrchových rozlivů. Předmětem ochrany jsou také mokřadní společenstva a na ně vázané vzácné a zvláště chráněné druhy rostlin a živočichů, rozmístění a urbanistická struktura obcí, včetně dochovaných památek historického osídlení, a předměty ochrany evropsky významné lokality Poodří a evropsky významné lokality Cihelna Kunín. 

## Historie
Chráněná krajinná oblast Poodří byla vyhlášena k 1. květnu 1991 vyhláškou Ministerstva životního prostředí 155/1991 Sb. z 27. března 1991. K novému vyhlášení došlo Nařízením vlády ze dne 15. února 2017 č. 51/2017 Sb. o Chráněné krajinné oblasti Poodří, kterým byl zároveň zrušen původní vyhlašovací předpis.

## Geomorfologie
CHKO Poodří se rozprostírá podél toku řeky Odry, mezi obcemi Jeseník nad Odrou a Ostrava. Vzhledem k její údolní poloze v ní nejsou velké výškové rozdíly. Nejnižší bod CHKO Poodří je v Polanském lese – 210 m n. m., a nejvyšší bod západně od Kunína – 309 m n. m.

## Klimatické poměry
CHKO Poodří se nachází v mírně teplé oblasti. Průměrná roční teplota se zde pohybuje v rozmezí asi 7–8,5 °C. Za rok zde spadne v průměru okolo 700 mm srážek a okolo 1 m sněhu.[zdroj?]

## Rostlinstvo

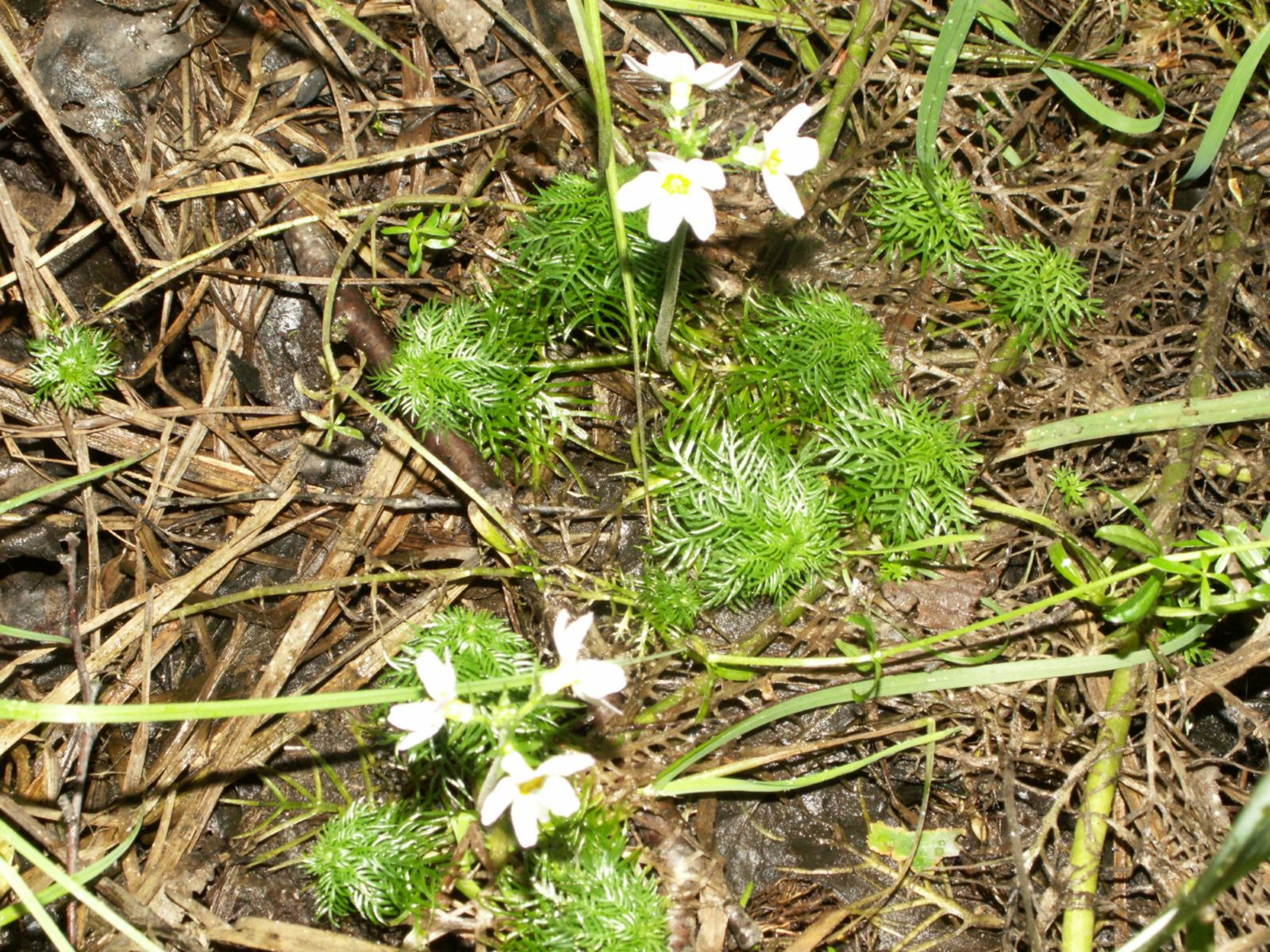
Žebratka bahenní

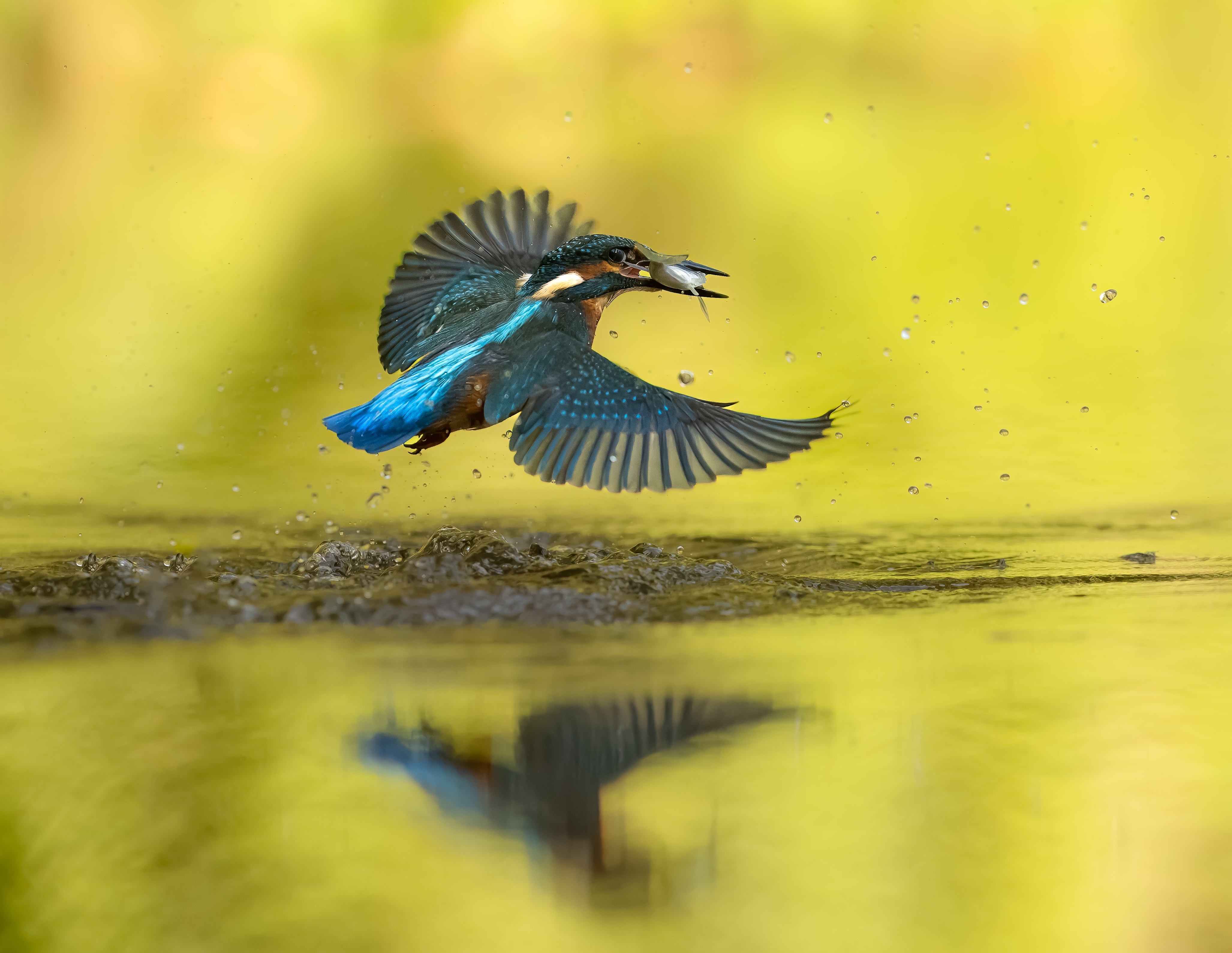
Ledňáček říční při lovu v CHKO Poodří

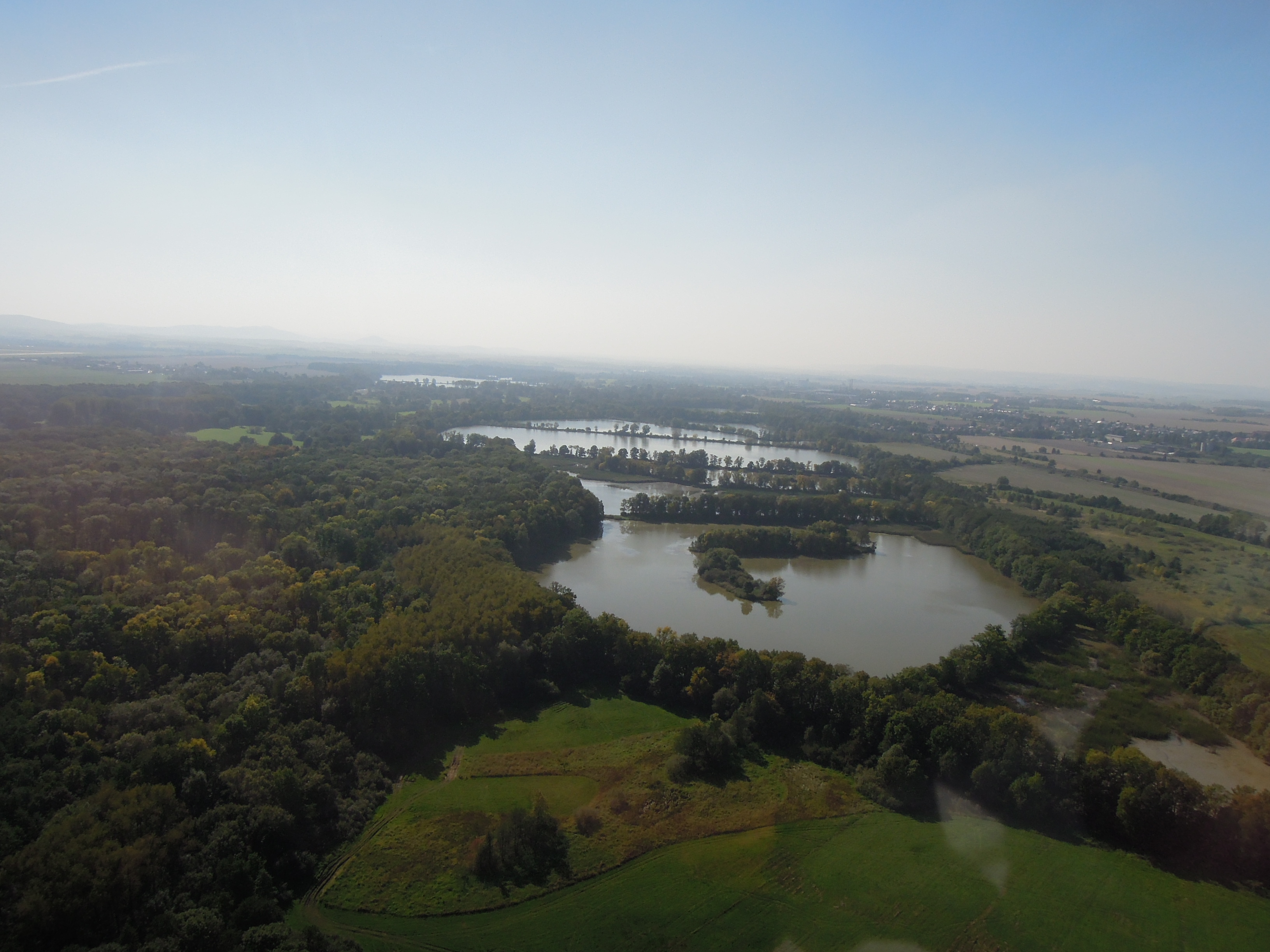
Letecký pohled na CHKO Poodří

V CHKO Poodří se vyskytuje množství jak vodních, tak i lučních a lesních rostlin. U rybníků se nacházejí porosty ostřice a rákosu. Přímo v rybnících rostou vzácné vodní rostliny kotvice plovoucí, nepukalka plovoucí a vodní masožravé rostliny bublinatky. U slepých říčních ramen se vyskytuje například ohrožená žebratka bahenní a kvete zde stulík žlutý. Pro CHKO jsou typické také periodicky zaplavované nivní louky s charakteristickými společenstvy. Lesy zabírají asi 10 % území CHKO Poodří. Jsou tvořeny převážně dřevinami jako habr obecný, dub letní, lípa srdčitá či jasan ztepilý. V bylinném patře lesů roste například sněženka podsněžník, sasanka hajní, orsej jarní, česnek medvědí.

## Města
V CHKO Poodří alespoň z části leží města Studénka a Ostrava.

## Mykoflóra
Oblast Poodří je známa výskytem řady vzácných, mnohdy teplomilných druhů hub. Z dřevokazných jsou to například trsnatec lupenitý (Grifola frondosa), choroš oříš (Polyporus umbellatus), kotrč Němcův (Sparassis nemecii), ohňovec Hartigův (Phellinus hartigii), rezavec dubový (Inonotus dryadeus), rezavec dubomilný (Inonotus dryophilus), lesklokorka pryskyřičnatá (Ganoderma resinaceum), lesklokorka lesklá (Ganoderma lucidum), troudnatec jasanový (Perenniporia fraxinea), korálovec bukový (Hericium coralloides), korálovec ježatý (Hericium erinaceus), korálovec jedlový (Hericium flagellum) a hrotnatka zápašná (Sarcodontia crocea).

## Živočišstvo
V rybnících, v řece Odře i v tůních žije mnoho druhů vodních měkkýšů, například ohrožený velevrub tupý či svinutec tenký. Poodří hostí také dva ohrožené druhy korýšů - raka říčního a žábronožku sněžní. Bohatá je i hmyzí fauna, nacházejí se zde mnohé lokálnější druhy jako modrásek bahenní, ohniváček černočárný, roháč obecný, páchník hnědý či saranče Stetophyma grossum.
V řece Odře žijí ohrožené druhy ryb ouklejka pruhovaná, hořavka hořká či střevle potoční, v tůních pak piskoř pruhovaný.
V CHKO Poodří žije mnoho druhů obojživelníků, z hlediska ochrany přírody k nejvýznamnějším patří čolek velký, blatnice skvrnitá a skokan ostronosý.
Oblast je se svými rybníky a mokřady oblíbeným útočištěm vodních ptáků, hnízdí zde například volavka popelavá, kormorán velký, potápka rudokrká, zrzohlávka rudozobá, morčák velký, kopřivka obecná, husa velká, bukač velký, chřástal polní či moták pochop. Je zde k vidění mnoho dalších vzácných druhů ptáků, kteří zde sice nehnízdí, ale nějakou část roku zde pobývají.
Z chráněných druhů savců se zde vyskytuje například bobr evropský a vydra říční. Na území CHKO bylo zaznamenáno 16 druhů netopýrů, což je 76% netopýří fauny ČR.

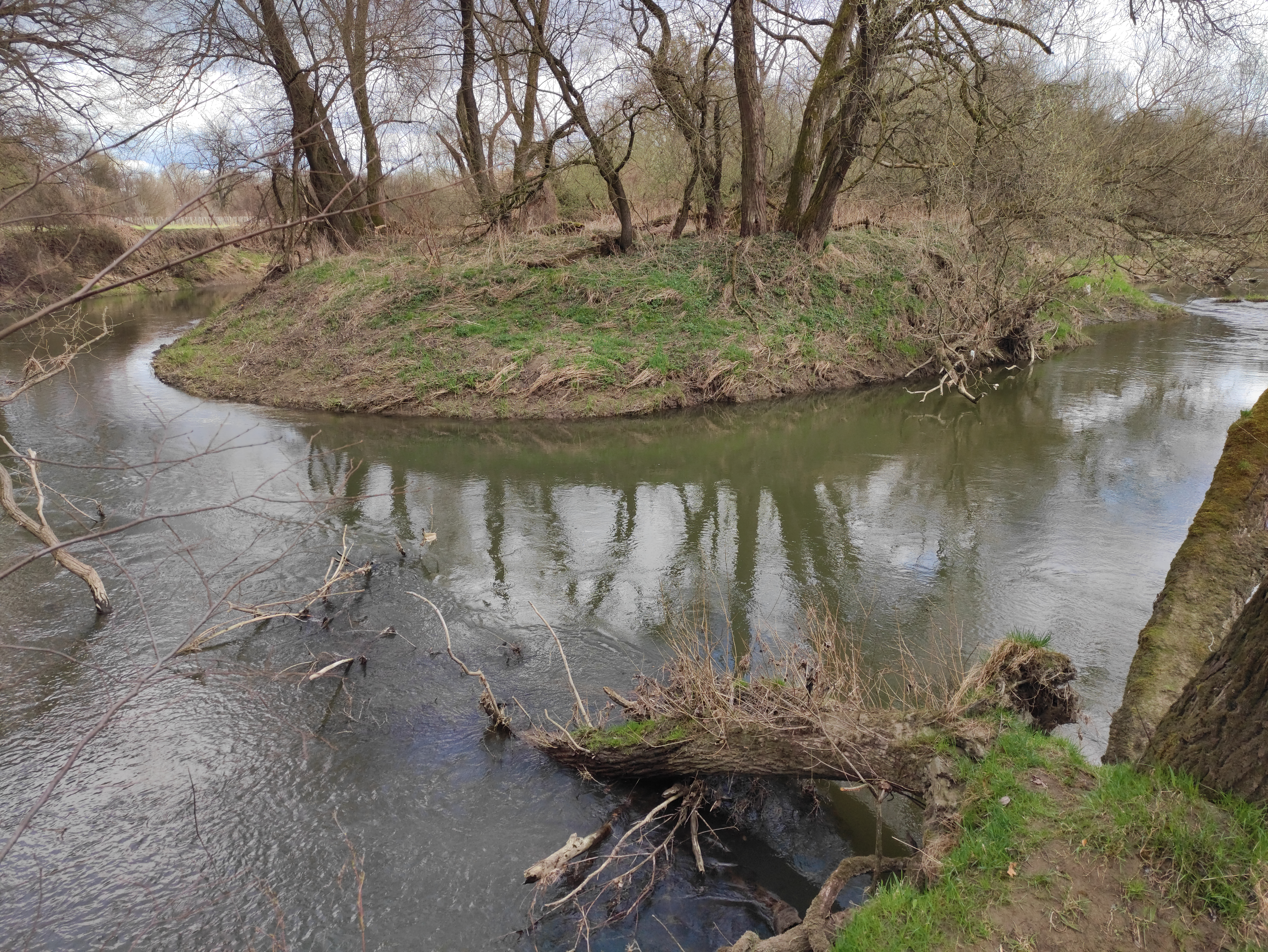
Meandry řeky Odry u Studénky

## Maloplošná chráněná území
Národní přírodní rezervace:
- Polanská niva

Přírodní rezervace:
- Bartošovický luh
- Bařiny
- Bažantula
- Koryta
- Kotvice
- Polanský les
- Rákosina
- Rezavka

Přírodní památky:
- Meandry Staré Odry
- Pusté nivy (zrušena 2014)